# Адолф фон Хоенлое-Ингелфинген
Адолф Карл Фридрих Лудвиг фон Хоенлое-Ингелфинген (на немски: Adolf Carl Friedrich Ludwig Prinz zu Hohenlohe-Ingelfingen; * 29 януари 1797, Вроцлав/Бреслау; † 24 април 1873, Кошенцин, Силезия) е принц от Хоенлое-Ингелфинген, граф на Глайхен, пруски генерал на кавалерията, политик и 1862 г. пруски министър-председател.

## Биография
Той е вторият син на княз Фридрих Лудвиг фон Хоенлое-Ингелфинген-Йоринген (1746 – 1818) и съпругата му графиня Амалия Луиза Мариана фон Хойм цу Дройсиг (1763 – 1840), дъщеря на граф Юлиус Гебхард фон Хойм (1721 – 1764). През 1799 г. родителите му се развеждат. Майка му Амалия Луиза Мариана фон Хойм се омъжва втори път за Кристиан Фридрих Август Бернхард Лудвиг фон дер Остен-фон Закен (1778 – 1861).
По-големият му брат Фридрих Август II Карл (1784 – 1853) е от август 1806 г. 3. княз на Хоенлое-Йоринген, понеже баща му се оттегля.
Адолф се оттегля от политиката след номинирането на Ото фон Бисмарк за министър-председател. Той умира на 24 април 1873 г. в Кошентин, Силезия, на 76 години.

## Фамилия
Адолф Карл се жени на 19 април 1819 г. в Лангенбург за принцеса Луиза Шарлота Йохана фон Хоенлое-Лангенбург (* 22 август 1799, Лангенбург; † 17 януари 1881, Кошенцин), дъщеря на княз Карл Лудвиг фон Хоенлое-Лангенбург (1762 – 1825) и графиня Амалия Хенриета Шарлота фон Золмс-Барут (1768 – 1847). Те имат десет деца, от които пет умират рано:
- Карл Адалберт Констанц Хайнрих (* 19 ноември 1820, Гарнберг при Кюнцелзау; † 1 май 1890, Берлин), принц, политик
- Амадей (* 5 август 1822, Вилдек; † 16 август 1822, Вилдек)
- Констанца (* 24 юли 1823; † 26 август 1823)
- Фридрих Лудвиг (* 20 ноември 1824; † 9 юни 1825)
- Фридрих Вилхелм Едуард Александер фон Хоенлое-Ингелфинген (* 9 януари 1826, Кошенцин; † 24 октомври 1895, Кошентин), принц, пруски генерал на кавалерията, женен на 4 април 1872 г. в Меран за графиня Анна фон Гих (* 27 април 1849, Франкфурт на Майн; † 14 март 1909, Висбаден)
- Крафт Карл Август Едуард Фридрих (* 2 януари 1827; † 16 януари 1892), пруски генерал на артилерията, женен за Луза Берта Тием (* 31 януари 1838 – ?)
- Хелена (* 22 ноември 1827; † 8 август 1828)
- Евгения Луиза Амалиа София Аделхайд (* 13 май 1830, Кошенцин; † 15 февруари 1892, Щутгарт)
- Агнес (* 27 юли 1831; † 4 август 1831)
- Луиза Елеонора Амалия Ернестина Жени (* 25 март 1835, Кошенцин; † 15 юли 1913, Краенберг), омъжена на 28 април 1859 г. в Кошентин за граф Алфред фон Ербах-Фюрстенау (* 6 октомври 1813, Фюрстенау; † 2 октомври 1874)